# SpaceShipOne

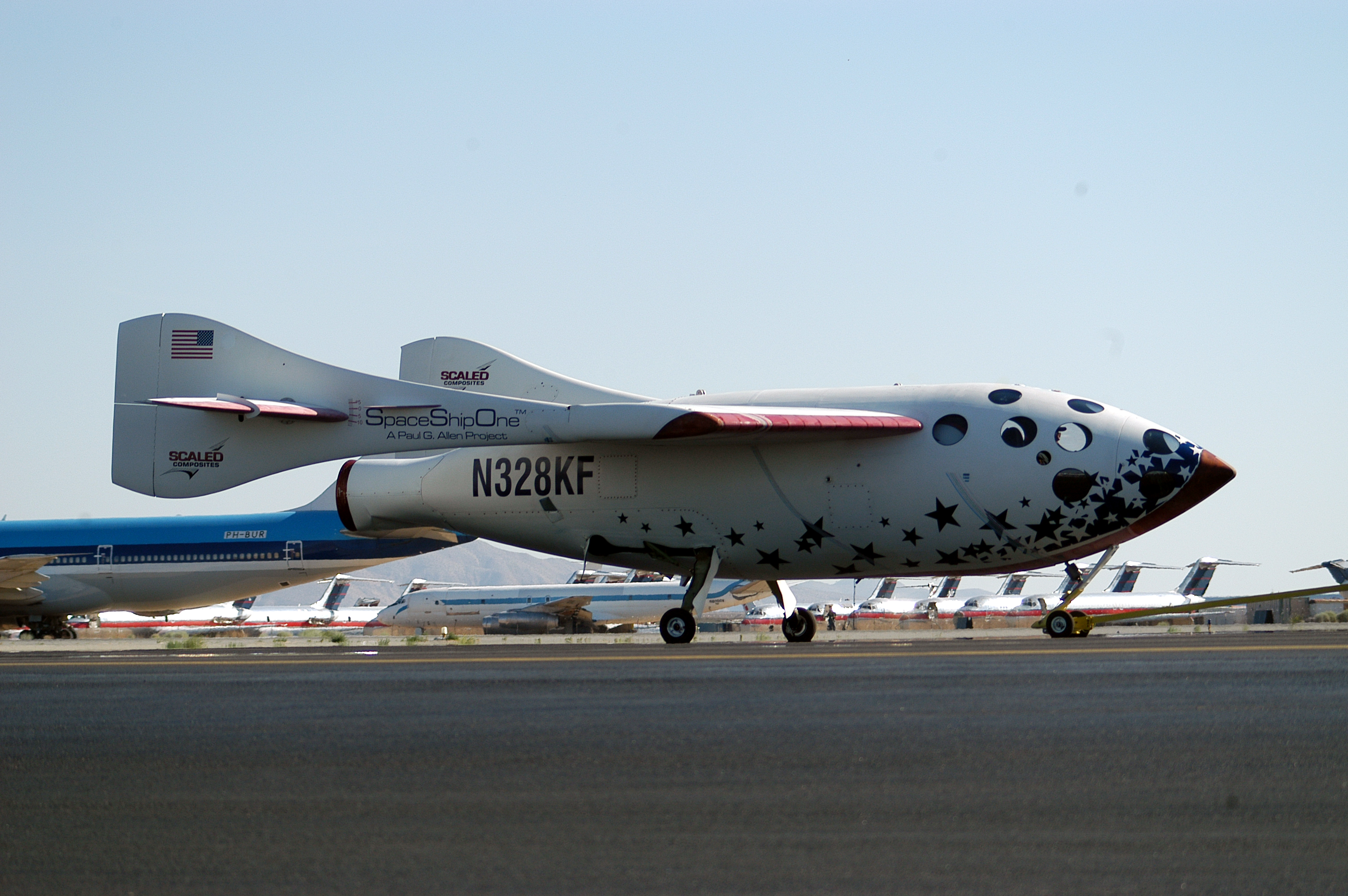
Nave

SpaceShipOne es una aeronave experimental propulsada por cohete lanzada desde el aire con capacidad de vuelo espacial suborbital a velocidades de hasta 910 m/s (3.300 km/h) / 3.000 pies/s (2.000 mph) utilizando un motor de cohete híbrido. El diseño cuenta con un sistema único de reentrada atmosférica "feathering" en el que la mitad trasera del ala y los brazos gemelos de la cola se pliegan 70 grados hacia arriba a lo largo de una bisagra que recorre toda el ala, lo que aumenta la resistencia y mantiene la estabilidad. SpaceShipOne completó el primer vuelo espacial privado tripulado el 21 de junio de 2004. Ese mismo año, el 4 de octubre, ganó el premio Ansari X Prize, dotado con 10 millones de dólares, y fue retirada inmediatamente del servicio activo. Su nave nodriza recibió el nombre de "White Knight". Ambas naves fueron desarrolladas y pilotadas por Mojave Aerospace Ventures, una empresa conjunta de Paul Allen y Scaled Composites, la empresa de aviación de Burt Rutan. Allen aportó una financiación de unos 25 millones de dólares.
El vehículo alcanzó por primera vez el vuelo supersónico el 17 de diciembre de 2003, que era también el centenario del histórico primer vuelo propulsado de los hermanos Wright. El primer vuelo espacial oficial de SpaceShipOne, conocido como vuelo 15P, fue pilotado por Mike Melvill. Pocos días antes de ese vuelo, el Mojave Air and Space Port fue el primer puerto espacial comercial autorizado en Estados Unidos. Unas horas después de ese vuelo, Melvill se convirtió en el primer astronauta comercial estadounidense con licencia. El nombre general del proyecto era "Tier One", que ha evolucionado a Tier 1b con el objetivo de llevar al espacio a los primeros pasajeros de una nave sucesora.
Los logros de SpaceShipOne son más comparables a los del X-15 que a los de naves espaciales en órbita como el transbordador espacial. Acelerar una nave espacial hasta alcanzar la velocidad orbital requiere más de 60 veces la energía necesaria para acelerarla hasta Mach 3. También se necesitaría una elaborada tecnología térmica para hacerla funcionar. También requeriría un elaborado escudo térmico para disipar con seguridad esa energía durante la reentrada.
La designación oficial del modelo SpaceShipOne es Scaled Composites Model 316.
Quien llevó la nave al espacio en sus dos primeros vuelos fue el experimentado piloto de pruebas Mike Melvill, a los 63 años de edad demostrando gran experiencia y pericia al mando de la nave, consiguiendo una altura máxima de 337.500 pies (casi 103 kilómetros) permaneciendo 10 minutos en el espacio y convirtiéndose en el primer astronauta comercial de la historia. También consiguió el primer par de alas de un Astronauta comercial, otorgado por la FAA por un vuelo a bordo de una nave espacial comercial de propiedad privada.
En su tercer vuelo (segundo vuelo valedero para el premio), la nave fue tripulada por Brian Binnie, de 53 años, que consiguió alcanzar los 367.442 pies (casi 112 kilómetros) de altura, superando en cuatro kilómetros el récord alcanzado en 1963 por Joseph Walker a bordo de un X-15.

## Descripción

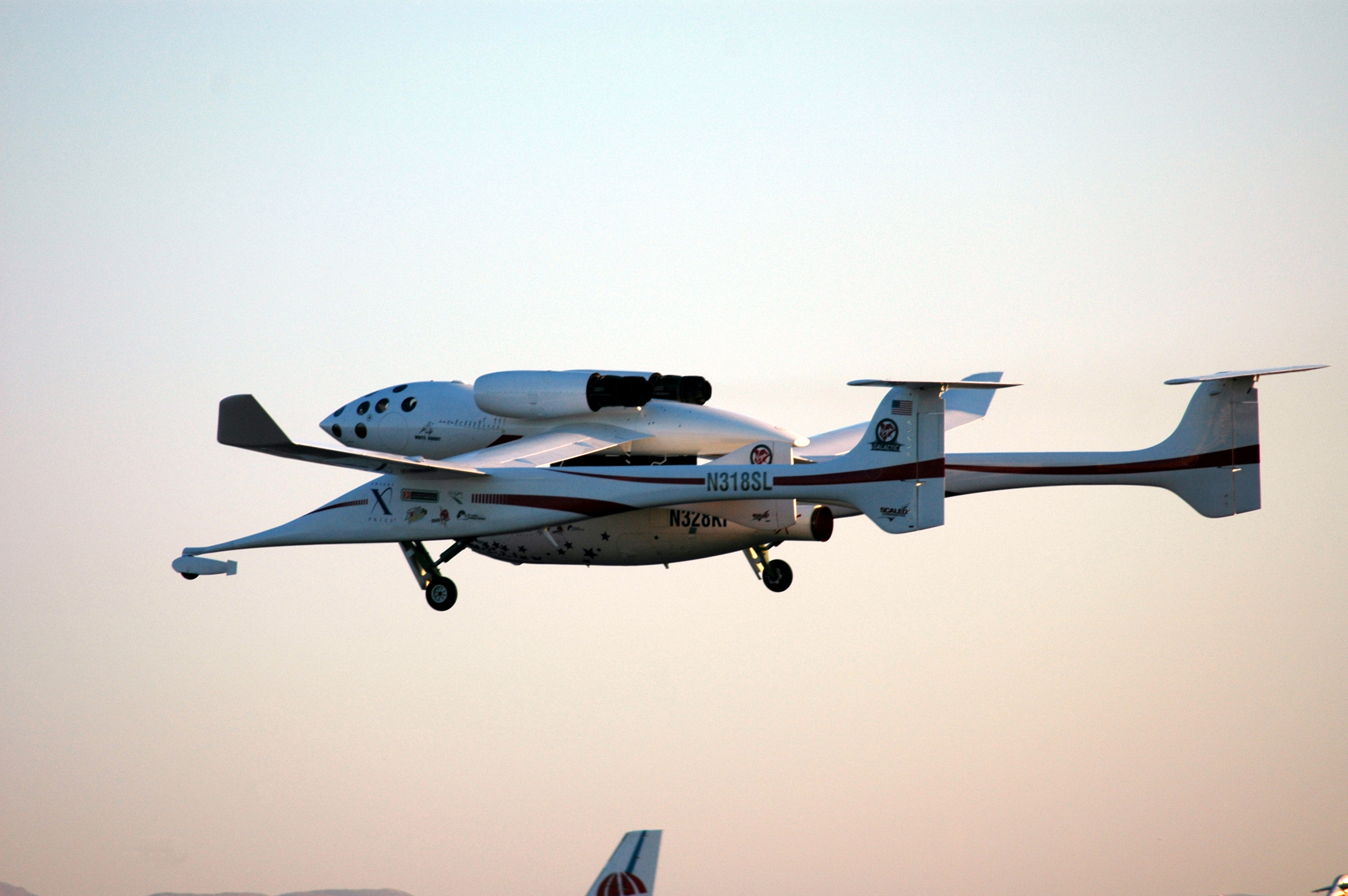
La SpaceShipOne adosada al avión White knight, diseñado específicamente para hacer despegar a la nave suborbital.

La SpaceShipOne es una nave espacial suborbital con espacio para un tripulante con dos pasajeros. Posee un motor de cohete que consume una mezcla de combustible sólido y óxido nitroso.
Para poder volar, la nave es primero transportada hasta una altitud de 15 km por el avión White Knight. Al llegar a la altura designada, la SpaceShipOne se suelta del White Knight; unos segundos después enciende su motor, ascendiendo en pocos minutos hasta los 100 km.
Antes de iniciar el descenso, la nave pliega sus alas de forma que presenta un perfil aerodinámico estable hasta que llega a elevaciones bajas, donde devuelve las alas a su forma original y planea hasta aterrizar en un aeropuerto convencional.